# Ballon-Saint Mars
Ballon-Saint Mars község Franciaország Loire mente régiójában, Sarthe megyében. Új községként 2016. január 1-jén jött létre Ballon és Saint-Mars-sous-Ballon község egyesítésével. Az egyesüléskor az új község lélekszáma 2190 fő lett.

## Népesség
| Lakosok száma | 2230 | 2250 | 2253 | 2260 | 2266 | 2270 |
|               | 2017 | 2018 | 2019 | 2020 | 2021 | 2022 |